# Gewest Noord-Brabant/Limburg/Zeeland (KNSB)
Het Gewest Noord-Brabant/Limburg/Zeeland is een van de acht gewesten van de Koninklijke Nederlandsche Schaatsenrijders Bond. Het gewest organiseert activiteiten voor lange/kortebaan, marathon, kunstrijden, shorttrack en recreatie. Het heeft daarbij de beschikking over kunstijsbanen in Breda, Eindhoven, Geleen, Tilburg en Den Bosch.